# Comarque de Santo Domingo de la Calzada
Pour les articles homonymes, voir Santo Domingo.
La comarque de Santo Domingo de la Calzada, (La Rioja - Espagne) se situe dans la région Rioja Alta, de la zone des Vallées.

## Municipalités
- Baños de Rioja
- Bañares
- Castañares de Rioja
- Cirueña
- Corporales
- Grañón
- Herramélluri
- Hervías
- Leiva
- Manzanares de Rioja
- Santo Domingo de la Calzada
- Santurde de Rioja
- Santurdejo
- Tormantos
- Villalobar de Rioja
- Villarta-Quintana

### Sources
- (es) Cet article est partiellement ou en totalité issu de l’article de Wikipédia en espagnol intitulé « Comarca de Santo Domingo de la Calzada » (voir la liste des auteurs).